# Japalura tricarinata
Japalura tricarinata är en ödleart som beskrevs av  Edward Blyth 1853. Japalura tricarinata ingår i släktet Japalura och familjen agamer. Inga underarter finns listade i Catalogue of Life.
Denna ödla förekommer i östra Nepal och i angränsande regioner av Kina. Kanske når den även Bhutan. Arten lever i bergstrakter mellan 900 och 2900 meter över havet. Arten vistas i klippiga regioner med bergsängar, buskar och öppna skogar. Honor lägger ägg.
Regionala bestånd hotas av skogsröjningar. Hela populationen bedöms som stabil. IUCN kategoriserar arten globalt som livskraftig.